# カウプシング銀行
カウプシング銀行（カウプシングぎんこう　英語:Kaupthing Bank，アイスランド語:Kaupþing banki）（OMX:KAUP）はアイスランド政府に国有化されている銀行である。

## 略歴
1930年に前身となるアイスランド農業銀行が創業し、1982年にカウプシング銀行となりアイスランドの金融政策の規制緩和に伴い業務を拡大させた。特に1990年代以降はアイスランド国外の活動に重点を移し巨大化し、2003年にはブナダル銀行（Bunadarbanki, Búnaðarbanki Íslands）を合併した。この合併によりアイスランドで最大の銀行となり、時価総額は北欧で7番目の規模を誇った。アイスランド国内で36の個人業務向け支店を展開した他、国外においてもノルウェーなどの北欧諸国やアメリカ、スイス、ベネルクス三国など13カ国で業務を展開した、世界的な銀行であった。
2007年末時点での総資産は、580億3,000万ユーロ。
2008年10月9日に事実上破綻し国有化され、2008年10月27日に国有化された銀行としては珍しく債務不履行（いわゆるデフォルト）に陥った。不履行した債券はいわゆるサムライ債（円建て債券）で、金融危機以降、円キャリートレードの巻き戻しによりアイスランド・クローナは日本円に対しては約50％下落していた。これにともない同行のサムライ債を組み込んでいた投資信託の基準価格が急速に低下するなど、一般投資家にも間接的に被害が及んだ。アイスランドの中央銀行が債務の肩代わりをしなかったのは、クローナ安で膨れ上がった債務支払いに十分な外貨準備を保有していなかった為だとされる。

## 破綻の原因
カウプシング銀行は、投資銀行やヘッジファンドと同じく、小額の資金を元手に大量の資金を借り入れる「レバレッジ」を使用して、北欧を中心に投資を行っていた。日本でも円建て債券を780億円しており、急激な円高による為替差損発生で、同行破綻の引き金となった。同行はアイスランド最大の銀行であり、GDPの多くを金融業が占める同国政府は、実体経済への影響を配慮するために同行の経営状況をリアルタイムに監視し、リスク管理が適切であるべきか厳しく監督すべきであった。しかし、現実には政府主導で投機的とも言える金融開国が行われ、同行はリスクより目先の利益を重視する経営を続け、世界的な株安による資産価値下落に耐えられず国家と共に破綻に至った。ゲイル・ホルデ首相はアイスランドの金融破綻について「外部環境による被害者となった」と政策の誤りを否定したが、アイスランド政府の金融リスクに対する見識に問題があったことは言うまでもない。
アイスランド出身の歌手ビョークは、シュガーキューブス時代にカウプシング銀行の口座を開設。主に音楽活動で得た資金の保管に使用していた。ソロデビュー後はアイスランド国外での活動が主となったため、同口座の使用は限定的となったが、口座は解約せずにいた。同行破綻によってシュガーキューブス時代に貯めた一部預金が引き出せなくなり「私の人生を台無しにした、お金を返してほしい、大切なメモリーなの。」と語った。
同行の急激な事業の拡大と破綻は、貴重な経済実験として2009年度のイグ・ノーベル賞を受賞するに至った。